# 마이클 리 (배우)
마이클 K. 리(영어: Michael K. Lee, 한국명: 이강식, 1973년 6월 5일 ~ )는 대한민국에서 활동하는 한국계 미국인 뮤지컬 배우이다.

## 출연 작품

### 드라마
- 《화유기》 (2017년, tvN) - 조나단 역
- 《내 사랑 치유기》 (2018년, MBC)  - 블랙 버터플라이 회장 역 (특별출연)

### 방송
- 2016년 JTBC 《팬텀싱어》
- 2017년 JTBC 《팬텀싱어 2》
- 2019년 MBC 《황금어장 라디오스타》 - 647회
- 2020년 tvN 《더블 캐스팅》
- 2022년 TV조선 《아바드림》 - 드리머 (치유신)

## 수상 내역
- 2007년 시애틀 풋라이트 어워드 최우수 배우상
- 2014년 대구국제뮤지컬페스티벌 딤프어워즈 올해의 스타상